# Teresa Tirelli
Teresa Tirelli (Polla, 14 luglio 1907 – Los Angeles, 16 giugno 1989) è stata una conduttrice radiofonica statunitense.
Ha cantato canzoni italiane, sia popolari che liriche, e ha avuto parti come attrice caratterista.

## Biografia
Teresa Tirelli nacque a Polla  in provincia di Salerno nel 1907. Nel 1922, quindicenne, emigrò negli Stati Uniti imbarcandosi sul transatlantico Giulio Cesare con la madre e altri diciotto compaesani per raggiungere il padre emigrato a New York tre anni prima inseguendo il sogno americano. Iniziò la sua professione cantando canzoni italiane, comprese  arie di musica lirica, in numerosi programmi radiofonici. Cantò in duetto con il maestro Nicola D'Amico che poi divenne suo marito. La coppia ebbe quattro figli. Nel 1943 si trasferirono a Los Angeles. Dal 1948 al 1963 condussero in coppia un programma radiofonico locale.
Rimasta vedova, per diciotto anni, dal 1971 fino al 1989, anno della morte, Teresa Tirelli diresse e condusse The Italian Radio Hour sul canale KTYM, un programma dedicato alla musica italo-americana..
Negli anni cinquanta pubblicò Opera and Song, un LP in cui, accompagnata al piano da Mario Carta, pianista e arrangiatore, canta  canzoni popolari italiane e brani di opere .
Tra le sue apparizioni come attrice caratterista ricordiamo la sua partecipazione a serie televisive come Il dottor Kildare e  Colombo e a film come Il padrino e Il padrino - Parte II dove interpretò il ruolo di un'ostetrica. Una  parte da caratterista che la rese particolarmente famosa, fu quella di un'esuberante donna italiana che litiga con Lucy Ricardo, interpretata da Lucille Ball, mentre pigia l'uva in I love Lucy della serie Lucy ed io del 1951 .